# Kristin Otto
Kristin Otto (Lipsia, 7 febbraio 1966) è un'ex nuotatrice tedesca.

## Biografia
Nuotatrice polivalente capace di esprimersi ai massimi livelli nello stile libero, nel dorso e nella farfalla. È nota per essere stata la prima donna a vincere sei medaglie d'oro all'Olimpiade di Seul 1988. Kristin Otto cominciò a nuotare a 10 anni in un'accademia sportiva della Germania Est. A 16 anni partecipò al suo primo Campionato del mondo in Ecuador vincendo i 100 m dorso e altre due medaglie d'oro nelle staffette 4x100 m della Germania Est.
Dopo i mondiali del 1982 cambiò allenatore e si concentrò sulla velocità in altri stili. Ai successivi Campionati europei di Roma nel 1983 arrivò seconda nei 100 m sl dietro la connazionale Birgit Meineke. Nel maggio del 1984 la Otto stabilì a Magdeburgo il primato mondiale dei 200 m sl con il tempo di 1'57"75. Sembrava la favorita per l'oro all'Olimpiade di Los Angeles 1984, ma il boicottaggio dell'evento da parte del blocco dell'est le impedì di gareggiare.
Il 1985 fu anche peggiore in quanto Kristin subì un infortunio (rottura di una vertebra) che la costrinse lontano dal nuoto per la maggior parte dell'anno e dovette perciò rinunciare agli europei di Sofia. Da qui in avanti cominciò il periodo d'oro della Otto; ritornò al nuoto ai Campionati mondiali di Madrid 1986 dove vinse 4 medaglie d'oro (100 m sl con record del mondo in 54"73, 200 m mx, 4x100 m sl e 4x100 m mx)), e 2 medaglie d'argento (50 m sl e 100 m farfalla). Il suo successo continuò nel 1987 agli europei di Strasburgo con altre 5 medaglie d'oro (100 m sl, 100 m dorso, 100 m farfalla, 4x100 m sl e 4x100 m mx).
Ai giochi di Seul 1988 coronò finalmente il suo sogno olimpico vincendo ben 6 medaglie d'oro (50 m sl, 100 m sl, 100 m dorso, 100 m farfalla, 4x100 m sl e 4x100 m mx). Concluse la sua carriera agonistica nel 1989 agli europei di Bonn, dove vinse altre tre medaglie. Nominata Nuotatrice mondiale dell'anno dalla rivista Swimming World Magazine nel 1984, 1986 e 1988, dal 1993 fa parte dei membri dell'International Swimming Hall of Fame.
La sua carriera è tristemente guastata dalle rivelazioni dell'ampio uso del doping da parte degli atleti della Germania Est. Due sue vecchie compagne di squadra, Birgit Meineke e Petra Schneider, hanno commentato pubblicamente le procedure usate dalla Germania orientale. La stessa Kristin Otto ha confermato di essere stata sottoposta a doping, però a sua insaputa.
Oggi lavora come giornalista sportiva per una televisione tedesca.